# Dendrochilum murudense
Dendrochilum murudense är en orkidéart som först beskrevs av Jeffrey James Wood, och fick sitt nu gällande namn av Jeffrey James Wood. Dendrochilum murudense ingår i släktet Dendrochilum och familjen orkidéer. Inga underarter finns listade i Catalogue of Life.